# Richard Livsey, Baron Livsey of Talgarth

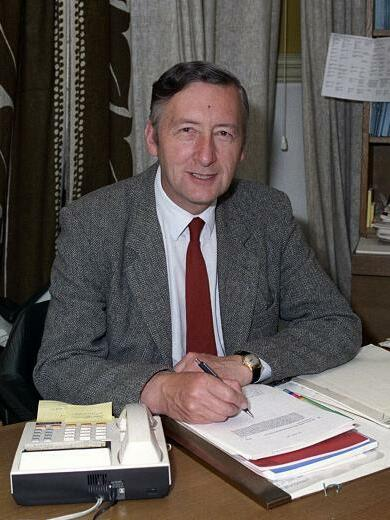
Richard Livsey

Richard Arthur Lloyd Livsey, Baron Livsey of Talgarth CBE, DL (* 2. Mai 1935 in Talgarth, Breconshire; † 15. September 2010 in Brecon) war ein britischer Politiker (Liberal Democrats), der Mitglied im House of Commons für die Wahlkreise Brecon and Radnor (1985–1992) und Brecon and Radnorshire (1997–2001) war.

## Leben und Karriere

### Ausbildung und Beruf
Livsey besuchte die Bedales School in Peterfield, Hampshire, und das Seale-Hale Agricultural College der University of Plymouth in der Grafschaft Devon. Er diente im Royal Army Service Corps (RASC).
Livsey arbeitete zunächst für ICI; von 1961 bis 1962 als Mitarbeiter auf der Kirkcudbrightshire Dairy Farm, von 1962 bis 1964 als Handelsvertreter und von 1964 bis 1967 als Agriculture Development Officer in Northumberland. Er war als Landwirtschaftsmeister (Farm Manager) bei Blair Drummond Estate Perthshire von 1967 bis 1971. Am Welsh Agriculture College, später Teil der Aberystwyth University, war er von 1971 bis 1985 Senior Lecturer im Fach Betriebsführung in der Landwirtschaft (Farm Management). Von 1981 bis 1985 betrieb er eine eigene Schafzucht.

### Politische Karriere
1960 wurde er Mitglied der Liberal Party und trat 1970 als Parlamentskandidat für den Wahlkreis Perth and East Perthshire, 1979 für den Wahlkreis Pembrokeshire und 1983 für den Wahlkreis Brecon and Radnor an. Beim vierten Versuch gewann er 1985 in seinem Wahlkreis Brecon and Radnor, später Brecon and Radnorshire, bei einer Nachwahl als Liberaler mit einer Mehrheit von 559 Stimmen. Am 4. Juli 1985 trat er sein Mandat als Nachfolger von Tom Hooson an. Aufgrund seines beruflichen Hintergrundes wurde er im Parlament Mitglied des Sonderausschusses für Landwirtschaft (Parliament's Select Committee on Agriculture). Von 1985 bis 1987 war er Sprecher der Liberalen für Landwirtschaft (Agriculture Spokesperson). 1987 war er auch Sprecher der Allianz aus Liberal Party und Social Democratic Party für Angelegenheiten des ländlichen Raums (Alliance Countryside Spokesman). Er behielt seinen Sitz in der Unterhauswahl 1987 und war Sprecher der Liberaldemokraten für Wales bzw. Schattenminister für Wales von 1985 bis 1987 und erneut von 1997 bis 2001. Er war Parteivorsitzender in Wales von 1988 bis 1992 und ebenfalls erneut von 1997 bis 2001. Von 1988 bis 1990 war er Sprecher der Liberaldemokraten für die Water Bill. Auch war er Mitglied des Sonderausschusses für Wales (Welsh Affairs Select Committee).
Den Sitz im Wahlkreis Brecon and Radnor verlor er in der Unterhauswahl 1992, wo er dem Sieger mit 130 Stimmen unterlag. 1997 wurde er jedoch erneut ins Unterhaus gewählt, mit einer Mehrheit von über 5000 Stimmen. Nach der Wahl 2001 wurde Roger Williams sein Nachfolger.

## Mitgliedschaft im House of Lords
Livsey wurde am 16. Oktober 2001 zum Life Peer als Baron Livsey of Talgarth, of Talgarth in the County of Powys, ernannt. Von 2001 bis 2006 war er Sprecher für Angelegenheiten des ländlichen Raums (Front Bench Rural Affairs and Agriculture Spokesman) der Liberaldemokraten.
Seine Antrittsrede im House of Lords hielt er am 7. November 2001. Zum letzten Mal meldete er sich am 27. Juli 2010 zu Wort. Bei einer Abstimmung war er zuletzt am 28. Juli 2010 anwesend. Seit 2002 war er Sprecher für walisische Angelegenheiten (Front Bench Welsh Affairs Spokesman) der Liberal Democrats und von 2004 bis 2006 und erneut ab 2009 Mitglied des European Sub-Committee D on Environment and Rural Affairs.

## Weitere Ämter und Ehrungen
Livsey war Mitglied des Treuhandrates der Campaign for the Protection of Rural Wales, Vorsitzender (Chairman) des Brecon Jazz Festival von 1993 bis 1996 und Mitglied des Talgarth Male Choir. Er war an der Gründung des Welsh Agricultural College beteiligt. Von 2003 bis 2005 war er Präsident der Brecknock Federation of Young Farmers' Clubs. Beim Talgarth Cricket Club war er Vizepräsident (Vice-President). Er gehörte auch der British Veterinary Association an.
1987 war er Präsident des Brecon and District Disabled Club und 2003 bis 2005 Präsident des Wales European Movement.
1992 wurde er Commander des Order of the British Empire (CBE). Seit 2005 war er Deputy Lieutenant.

## Persönliches
Livsey war verheiratet. Er hatte zwei Söhne und eine Tochter. Livsey starb am 15. September 2010 im Alter von 75 Jahren in seinem Haus in Brecon.